# Kingston (Pensilvania)
Kingston es un borough ubicado en el condado de Luzerne en el estado estadounidense de Pensilvania. En el año 2000 tenía una población de 13,855 habitantes y una densidad poblacional de 2,494.8 personas por km².

## Geografía
Kingston se encuentra ubicado en las coordenadas 41°15′59″N 75°53′22″O / 41.26639, -75.88944.

## Demografía
Según la Oficina del Censo en 2000 los ingresos medios por hogar en la localidad eran de $33,611 y los ingresos medios por familia eran $45,578. Los hombres tenían unos ingresos medios de $34,069 frente a los $24,482 para las mujeres. La renta per cápita para la localidad era de $20,568. Alrededor del 11.3% de la población estaba por debajo del umbral de pobreza.